# Abeno Miku
Abeno Miku (阿部乃 みく (A-Bộ-Nại Mĩ-Cừu) 18 tháng 10 năm 1993 –) là một cựu nữ diễn viên khiêu dâm người Nhật Bản. Cô sinh ra tại tỉnh Ōita và thuộc về công ti Funstar Promotion.

## Sự nghiệp
Năm 2013, cô ra mắt ngành phim khiêu dâm với hình tượng là một nữ diễn viên song tính luyến ái với kiểu tóc ngắn. Tên diễn của cô được lấy cảm hứng từ Abenomics. Cô đã trở nên nổi tiếng sau khi xuất hiện trên hơn 100 phim khiêu dâm chỉ trong vòng nửa năm sau khi ra mắt ngành.
Tháng 7/2014, cô đã tham gia cuộc thi độ nổi tiếng của các nữ diễn viên để được chọn làm nhân vật trong trò chơi Ryū ga Gotoku của Sega và đã xếp thứ 29, giúp cô có được một vai trong Ryū ga Gotoku 0: Chikai no Basho.
Tháng 3/2016, cô lần đầu đảm nhận vai chính trong phim "Em muốn trở thành em gái của anh." (妹になりたくて。).
30/1/2015, cô đã tham gia nhóm thần tượng Marshmallow 3D với tư cách ca sĩ dưới nghệ danh "Marshmallow☆Orange". Đồng thời với các hoạt động của nhóm, cô cũng đã hoạt động riêng và đã ra mắt với tư cách là ca sĩ độc tấu với đĩa đơn "Sakebe!" (叫べ!) vào năm 2017. Cô cũng đã tổ chức một buổi diễn song tấu với Usa Miharu vào tháng 5/2018. Tháng 8/2018, cô cùng nhóm Marshmallow 3d+ xuất hiện tại TOKYO IDOL FESTIVAL. Nhóm cũng đã tạm dừng các hoạt động trực tiếp vào tháng 1/2019. Cô cũng sẽ tổ chức buổi diễn độc tấu đầu tiên của mình vào tháng 6/2019. Trong trò Ryū ga Gotoku 0: Chikai no Basho được nhắc đến ở trên, cô cũng đã đảm nhận vai có nhiệm vụ ca hát.
Tháng 10/2019, cô được đề cử cho GeoTV×Men's Cyzo ADULT AWARD 2019 trong hạng mục Ngôi sao nói chuyện bậy mặc dù cô chưa từng liên hệ với giải thưởng kể từ khi ra mắt ngành. Biệt danh dùng cho cô là "Cô gái dâm đãng đáng yêu".
1/6/2020, cô đã thông báo mong muốn nghỉ việc nữ diễn viên khiêu dâm vào cuối tháng 1/2021. Vào tháng 12, cô đã kí hợp đồng độc quyền đầu tiên với Million và một trang đặc biệt đã được lập. 2 phim cuối cùng của cô sẽ được phát hành với hãng này. Trùng hợp là cô thông báo nghỉ việc vào cùng năm chính quyền Abe, những người đề xướng chính sách Abenomics từ chức, tuy nhiên cô đã nói rằng đây chỉ là trùng hợp.
Cô đã lần đầu và cũng là lần cuối biểu diễn múa thoát y từ ngày 11 đến 30/12 tại Asakusa Rockza. Cô sẽ ngừng hoạt động công chúng với sự kiện đánh dấu nghỉ việc vào ngày 31/1/2021. Ngay cả sau khi nghỉ việc, cô vẫn thuộc về công ti Funstar Promotion và nắm bản quyền về hình ảnh của mình.

## Đời tư
Sở thích của cô là đến các quán cà phê, xem anime và BL. Kĩ năng của cô là hóa trang và mặc đồ nam. Vào năm 2014, cô đã phụ trách làm tóc và trang điểm cho những người mẫu áo tắm chụp ảnh đăng tạp chí Playboy hàng tuần. Cô là người song tính có thể bị thu hút bởi người cùng giới (FTX theo cách gọi thông thường), tuy nhiên cô có thể chuyển đổi giữa ý thức nam và nữ, và nói rằng nam và nữ khác nhau và có các quan điểm tình yêu khác nhau.
Sau này cô cũng là thành viên của "Câu lạc bộ Xe đạp Công nghiệp Team BUKKAKE".
Cô là người có thể làm việc hoàn hảo khi được bảo làm, tuy nhiên cô đã tự đánh giá bản thân là người thiếu tính cá nhân và không thể tự nghĩ ra gì, và là một người đa tài được gọi đi quay phim liên tục cho bất kì dự án nào.
Lí do nghỉ việc của cô là cô đã được chẩn đoán bị loạn sản cổ tử cung (tân sinh trong biểu mô cổ tử cung) khi thực hiện kiểm tra ung thư cổ tử cung năm 2019, theo thông tin được cô tiết lộ trên kênh YouTube chính thức của KMProduce vào ngày 12/11/2020.
Cô chưa từng gọi bản thân là một "nữ diễn viên gợi cảm" và vẫn luôn tự hào là một nữ diễn viên khiêu dâm. Người ta nói rằng các hoạt động của cô ngoài đóng phim khiêu dâm bắt nguồn từ điều này.